# De wageneters
De wageneters is een  stripverhaal uit de reeks van Jerom. Het verscheen in 1973.

## Locaties
- Morotariburcht, onderaardse grotten, Arendsvallei,

## Personages
- Jerom, Odilon, professor Barabas, tante Sidonia, president Arthur, wagenman en zijn handlangers

## Het verhaal
Tante Sidonia komt terug van de kapper en in het planetarium bekijken professor Barabas, Odilon en Jerom een meteoriet. President Arthur komt die avond aan en vertelt dat een auto half opgepeuzeld is op de weg van Brussel naar Namen. Ook de auto van tante Sidonia is stuk en op tv zien de vrienden dat dit in het hele land speelt. Jerom en Odilon volgen een man op een fiets en Jerom krijgt een mandje met eieren te pakken. Odilon ziet knaagdieren aan een auto eten. Tante Sidonia herkent een foto van de man op de fiets, ze heeft hem bijna aangereden op weg terug van de kapper. Hij was toen erg boos. Professor Barabas onderzoekt een van zijn eieren met zijn X-stralentoestel en dan breekt de schaal en een knaagdier verschijnt. Het knaagdier is afkomstig van de Otomobilisplaneet, duizend lichtjaren van de aarde verwijderd. Het dier eet graag ijzer. De man wordt opgesloten in de kelder van de Morotariburcht.
De man kan ontsnappen en gaat met zijn fiets op pad, maar Odilon is in de fietstas gekropen. Jerom volgt het duo op zijn motor. Professor Barabas denkt dat de diertjes afkomstig zijn van de meteoriet die op aarde terecht kwam. Ze knagen ook aan een vliegtuig, maar Jerom kan voorkomen dat het neerstort. Odilon wordt ontdekt en de man neemt hem mee naar onderaardse grotten. Tante Sidonia vertelt president Arthur dat Odilon is meegenomen door de geheimzinnige man. Jerom zoekt overal, maar kan Odilon nergens vinden. Odilon komt bij de Arendsvallei en daar ligt de neergestorte meteoriet. Er zijn veel eieren en de man vertelt dat hij de diertjes over het hele land heeft uitgezet. De diertjes eten de fiets van de man op en het lukt Odilon om Jerom te vertellen dat hij in de Arendsvallei is.
Tante Sidonia komt met een computer te weten dat deze vallei 18 kilometer van Namen verwijderd is en Jerom gaat op weg met zijn motor. Handlangers van de wagenman proberen Jerom te stoppen, maar dit mislukt. Jerom komt in de vallei en Odilon vertelt dat de diertjes niet gevaarlijk zijn. Ze hebben hem beschermd van de wagenman. De diertjes eten ijzererts op hun eigen planeet en hebben honger, daarom eten ze auto's en ander metaal. Jerom vliegt met Odilon terug naar de Morotariburcht. De politie heeft die middag de wagenman opgepakt toen hij wat diertjes wilde uitzetten op een parkeerplaats in de hoofdstad. De man is opgenomen in een gesticht voor geesteszieken. De diertjes mogen alle lelijke autokerkhoven kaal eten, maar daarna moeten ze de aarde verlaten. Professor Barabas stuurt ze met een raket terug naar hun eigen planeet.